# Точилари
Точилари (болг. Точилари) — село в Болгарии. Находится в Разградской области, входит в общину Кубрат. Население составляет 379 человек.

## Политическая ситуация
В местном кметстве Точилари, в состав которого входит Точилари, должность кмета (старосты) исполняет Шуаиб Билял Мехмед (Движение за права и свободы (ДПС)) по результатам выборов правления кметства.
Кмет (мэр) общины Кубрат — Ремзи  Халилов Юсеинов Движение за права и свободы (ДПС)) по результатам выборов в правление общины.